# 第一次遇見花香的那刻
《第一次遇見花香的那刻》（英語：Fragrance of the First Flower）為GagaOOLala平台於2021年推出的原創「同志音樂愛情故事」系列作品之一，由《親愛的卵男日記》編劇鄧依涵自編自導，林辰唏 、程予希、李易主演，共6集。是臺灣首度入圍歐洲最大劇集競賽SERIES MANIA的作品，並入選第34屆東京國際影展。獲美國《綜藝報Variety》選入「2021年度最佳國際電視節目」Top 13。於2021年11月12日GagaOOLala線上同志影音平台首播。

## 演員列表
| 演員   | 角色   |
| ------ | ------ |
| 程予希 | 鍾亭亭 |
| 林辰唏 | 江怡敏 |
| 李易   | 王仁修 |
| 洪君瀚 | 小哲   |
| 劉心宇 | 嘉欣   |
| 邱志宇 | 阿凱   |

## 獎項紀錄
| 年度   | 大獎                       | 獎項                         | 入圍者                   | 結果 |
| ------ | -------------------------- | ---------------------------- | ------------------------ | ---- |
| 2021年 | 法國里爾Series Mania劇集展 | 國際影集競賽迷你劇集單元     | 《第一次遇見花香的那刻》 | 提名 |
| 2021年 | 第34屆東京國際影展         | TIFF影集單元                 | 《第一次遇見花香的那刻》 | 提名 |
| 2022年 | BFI Flare 倫敦同志影展     |                              | 《第一次遇見花香的那刻》 | 提名 |
| 2022年 | 第57屆金鐘獎               | 迷你劇集獎                   | 《第一次遇見花香的那刻》 | 提名 |
| 2022年 | 第57屆金鐘獎               | 迷你劇集（電視電影）導演獎   | 鄧依涵                   | 提名 |
| 2022年 | 第57屆金鐘獎               | 迷你劇集（電視電影）編劇獎   | 鄧依涵                   | 獲獎 |
| 2022年 | 第57屆金鐘獎               | 迷你劇集（電視電影）女主角獎 | 林辰唏                   | 獲獎 |
| 2022年 | 第57屆金鐘獎               | 迷你劇集（電視電影）女配角獎 | 程予希                   | 獲獎 |

## 外部連結
- 同志音樂愛情故事的Facebook專頁
- 互联网电影数据库（IMDb）上《第一次遇見花香的那刻》的资料（英文）
- 豆瓣电影上《第一次遇見花香的那刻》的資料 （简体中文）
- YouTube上的《第一次遇見花香的那刻》播放列表